# Dicraeopetalum
Dicraeopetalum là một chi rau đậu thuộc họ Fabaceae. 
Nó gồm các loài:
- Dicraeopetalum capuroniana
- Dicraeopetalum mahafaliensis
- Dicraeopetalum stipulare